# سوخويندر سينغ
سوخويندر سينغ (ولد في 18 يوليو 1971) و هو مغني بلاي باك هندي معروف على الصعيد الدولي. لقد إشتهر سينغ بغناءه لأغنية Jai Ho من الفيلم مليونير متشرد (فيلم) و الذي مكنه من الفوز بجائزة الأوسكار لأفضل أغنية أصلية، و أيضا جائزة غرامي لأفضل أغنية تمت كتابتها للفيلم السينمائي أو التليفيزيون أو إعلام مرئي آخر. أداءه في فيلم حيدر 2014 جعله ينال جائزة الفيلم الوطنية لأفضل مغني بلاي باك.

## روابط خارجية
- سوخويندر سينغ على موقع IMDb (الإنجليزية)
- سوخويندر سينغ على موقع ألو سيني (الفرنسية)
- سوخويندر سينغ على موقع ميوزك برينز (الإنجليزية)
- سوخويندر سينغ على موقع ديسكوغز (الإنجليزية)
- سوخويندر سينغ على موقع قاعدة بيانات الفيلم (الإنجليزية)
- سوخويندر سينغ على موقع كينوبويسك (الروسية)